# Sabacon
Sabacon is een geslacht van hooiwagens uit de familie Sabaconidae.
De wetenschappelijke naam Sabacon werd voor het eerst geldig gepubliceerd door Simon in 1879. 

## Soorten
Sabacon omvat de volgende 59 soorten:
- Sabacon aigoual Martens, 2015
- Sabacon akiyoshiensis Suzuki, 1963
- Sabacon altomontanus Martens, 1983
- Sabacon astoriensis Shear, 1975
- Sabacon beatae Martens, 2015
- Sabacon beishanensis Martens, 2015
- Sabacon briggsi Shear, 1975
- Sabacon bryantii (Banks, 1897)
- Sabacon cavicolens (Packard, 1884)
- Sabacon chomolongmae Martens, 1972
- Sabacon crassipalpis (Koch, 1879)
- Sabacon dentipalpis Suzuki, 1949
- Sabacon dhaulagiri Martens, 1972
- Sabacon distinctus Suzuki, 1974
- Sabacon franzi Roewer, 1953
- Sabacon gonggashan Tsurusaki & Song, 1993
- Sabacon hinkukhola Martens, 2015
- Sabacon imamurai Suzuki, 1964
- Sabacon iriei Suzuki, 1974
- Sabacon ishizuchi Suzuki, 1974
- Sabacon jaegeri Martens, 2015
- Sabacon jiriensis Martens, 1972
- Sabacon kangding Martens, 2015
- Sabacon maipokhari Martens, 2015
- Sabacon makinoi Suzuki, 1949
- Sabacon martensi Tsurusaki & Song, 1993
- Sabacon minshanensis Martens, 2015
- Sabacon minutissimus Martens, 2015
- Sabacon mitchelli Crosby & Bishop, 1924
- Sabacon monacanthus Zhao, Martens & Zhang, 2018
- Sabacon multiserratus Martens, 2015
- Sabacon nishikawai Martens, 2015
- Sabacon occidentalis (Banks, 1894)
- Sabacon okadai Suzuki, 1941
- Sabacon palpogranulatus Martens, 1972
- Sabacon paradoxus Simon, 1879
- Sabacon pasonianus Luque, 1991
- Sabacon pauperoserratus Martens, 2015
- Sabacon petarberoni Martens, 2015
- Sabacon picosantrum Martens, 1983
- Sabacon pygmaeus Miyoshi, 1942
- Sabacon relictoides Martens, 2015
- Sabacon relictus Martens, 1972
- Sabacon rossopacificus Martens, 2015
- Sabacon rupinala Martens, 2015
- Sabacon satoikioi Miyoshi, 1942
- Sabacon schawalleri Martens, 2015
- Sabacon sergeidedicatus Martens, 1989
- Sabacon sheari Cokendolpher, 1984
- Sabacon simbuakhola Martens, 2015
- Sabacon simoni Dresco, 1952
- Sabacon sineglandula Martens, 2015
- Sabacon siskiyou Shear, 1975
- Sabacon suzukii Zhao, Martens & Zhang, 2018
- Sabacon thakkolanus Martens, 2015
- Sabacon unicornis Martens, 1972
- Sabacon viscayanus Simon, 1881
- Sabacon zateevi Trilikauskas & Azarkina, 2021
- (uitgestorven) Sabacon claviger (Menge, 1854)

--  --
- Sabacon jonesi => Sabacon cavicolens
- Sabacon pectiginosa => Ischyropsalis petiginosa
- Sabacon robusta  => Ischyropsalis robusta